# Загаріно
Загаріно (рос. Загарино) — пасажирський зупинний пункт Читинського регіону Забайкальської залізниці Росії, розташована на дільниці Заудинський — Каримська між станціями Тайдут (відстань — 20 км) і Могзон (21 км). Відстань до ст. Заудинський — 384 км, до ст. Каримська — 261 км. До 2023 року — станція.